# كيفن مايكل ريتشاردسون
كيفن مايكل ريتشاردسون (بالإنجليزية: Kevin Michael Richardson)‏ (و. 1964  م) هو ممثل، وممثل دوبلاج، وممثل مسرحي، وممثل تلفزي، وممثل أفلام، ومؤدي أصوات، من الولايات المتحدة، ولد في ذا برونكس.

## التعليم
تعلم في جامعة سيراكيوز.

## وصلات خارجية
- كيفن مايكل ريتشاردسون على موقع IMDb (الإنجليزية)
- كيفن مايكل ريتشاردسون على موقع ميتاكريتيك (الإنجليزية)
- كيفن مايكل ريتشاردسون على موقع روتن توميتوز (الإنجليزية)
- كيفن مايكل ريتشاردسون على موقع قاعدة بيانات الأفلام العربية
- كيفن مايكل ريتشاردسون على موقع ألو سيني (الفرنسية)
- كيفن مايكل ريتشاردسون على موقع ميوزك برينز (الإنجليزية)
- كيفن مايكل ريتشاردسون على موقع تيرنر كلاسيك موفيز (الإنجليزية)
- كيفن مايكل ريتشاردسون على موقع أول موفي (الإنجليزية)
- كيفن مايكل ريتشاردسون على موقع قاعدة بيانات الأفلام السويدية (السويدية)
- كيفن مايكل ريتشاردسون على موقع إن إن دي بي (الإنجليزية)